# Beate Wendt
Beate Wendt (* 21. September 1971 in Kattowitz) ist eine ehemalige deutsche Fußballspielerin.

## Karriere
Wendt kam als Tochter einer deutschstämmigen Familie aus Polen nach Deutschland. Die Mittelfeldspielerinin, die gelegentlich auch im Sturm eingesetzt wurde, spielte unter anderem für die Frauenfußballabteilung des SC Poppenbüttel, die zwischen 1990 und 1992 der Gruppe Nord der seinerzeit zweigleisigen Bundesliga angehörte und nach dem Abstieg 1992 aufgelöst wurde.
Am 28. März 1991 bestritt sie in Paris beim 2:0-Sieg über die Nationalmannschaft Frankreichs ihr erstes von neun Länderspielen für die A-Nationalmannschaft. Ihr einziges Länderspieltor erzielte sie am 25. September 1991 in Mosonmagyaróvár beim 2:0-Sieg über die Nationalmannschaft Ungarns mit dem Treffer zum 1:0 in der 45. Minute. Ferner nahm sie an der erstmals ausgetragenen Weltmeisterschaft 1991 teil; in diesem Turnier kam sie in fünf Spielen zum Einsatz.

## Erfolge
- Vierter der Weltmeisterschaft 1991